# Liste der Sieger im Beachhandball bei den Mediterranean Beach Games
Die Liste der Sieger im Beachhandball bei den Mediterranean Beach Games verzeichnet alle Medaillengewinner dieses Wettbewerbs.

## Frauen
| Event | Gold | Silber | Bronze |
| ----- | --- | --- | --- |
| 2015  | Italien Angela Cappellaro Eleonora Costa Irene Fanton Cristina Gheorghe Valentina Landri Francesca Luchin (TW) Anika Niederwieser Monika Prünster (TW) Laura Celeste Rotondo Gaia Maria Zuin | Griechenland Ntafina Dimitri Sofia Dimitriou Anna Kaloidi Elisavet Mastaka Eleni Mournou Anastasia Papavasileiou Eleni Poimenidou Niki Ratsika (TW) Vasiliki Skara Athina Vasileiadou                         | Türkei Esma Adnar (TW) Neslihan Çalışkan Merve Durdu (TW) Serpil İskenderoğlu Sibel Karameke Reyhan Kaya Buket Keskin İrem Köseler Fetane Uzunlar Yeliz Yılmaz                         |
| 2019  | Griechenland Evgenia Diakogianni Ntafina Dimitri Anna Kaloidi Eleni Kerlidi Aliki Makri (TW) Elisavet Mastaka Eleni Mournou Eleni Poimenidou Niki Ratsika (TW) Vasiliki Skara                | Portugal Mariana Agostinho (TW) Rita Alves Carolina Gomes Daniela Mendes Catarina Oliveira Sara Inês Pinho Patrícia Resende Rosa Ribeiro (TW) Maria Santos Filipa Ventura                                     | Italien Carelle Djiogap Vanessa Djiogap Cristina Gheorghe Diana Kobilica Valentina Landri Cyrielle Lauretti Giovanna Lucarini Monika Prünster (TW) Anja Rossignoli (TW) Matilde Tisato |
| 2023  | Spanien Asunción Batista Mónica Cámara Alba Díaz Malena Díaz Violeta González Sara Hernandez Torrico Remei Prat Paula Quiles (TW) Gemma Sánchez Miriam Sempere (TW)                          | Griechenland Anna Kaloidi Magdalini Kepesidou (TW) Nikolina Kepesidou Magdalini Koukmisi Elisavet Mastaka Eleni Mournou Melpomeni Nikolaou Agni Papadopoulou Eleni Poimenidou Eleftheria Aikaterini Trochidou | Portugal Maria Antunes (TW) Sofia Gonçalves Helena Côrro Joana Delgado Maria Marques Daniela Mendes Catarina Oliveira Sara Inês Pinho Sofia Rego (TW) Catarina Teixeira                |

### Erfolgreichste Teilnehmerinnen
| Platz | Name                  | Land         | Von  | Bis  | Gold | Silber | Bronze | Gesamt |
| ----- | --------------------- | ------------ | ---- | ---- | ---- | ------ | ------ | ------ |
| 1.    | Anna Polyxeni Kaloidi | Griechenland | 2015 | 2023 | 1    | 2      | –      | 3      |
| 1.    | Elisavet Mastaka      | Griechenland | 2015 | 2023 | 1    | 2      | –      | 3      |
| 1.    | Eleni Mournou         | Griechenland | 2015 | 2023 | 1    | 2      | –      | 3      |
| 1.    | Eleni Poimenidou      | Griechenland | 2015 | 2023 | 1    | 2      | –      | 3      |
| 5.    | Ntafina Dimitri       | Griechenland | 2015 | 2019 | 1    | 1      | –      | 2      |
| 5.    | Niki Ratsika          | Griechenland | 2015 | 2019 | 1    | 1      | –      | 2      |
| 5.    | Vasiliki Skara        | Griechenland | 2015 | 2019 | 1    | 1      | –      | 2      |
| 8.    | Cristina Gheorghe     | Italien      | 2015 | 2019 | 1    | –      | 1      | 2      |
| 8.    | Valentina Landri      | Italien      | 2015 | 2019 | 1    | –      | 1      | 2      |
| 8.    | Monika Prünster       | Italien      | 2015 | 2019 | 1    | –      | 1      | 2      |

Zudem gewannen die Portugiesinnen Daniela Mendes, Catarina Oliveira und Sara Inês Pinho mit je einmal Silber und Bronze zwei Medaillen.

## Männer
| Event | Gold | Silber | Bronze |
| ----- | --- | --- | --- |
| 2015  | Tunesien Mohamed Khalil Ben Mida Achraf Elabed (TW) Hassine Hamza Lakhdar Mohamed Maaouia Omar Saied Ahmed Sfar Marouane Soussi Aimen Touzi                                                                                            | Zypern Christos Argyrou Julios Argyrou Theodotos Christou Christos Hadjiefrem Xenios Kyprianou Andreas Miltos Markides Yiannos Nikiforou Kyriacos Sophocleous Georgios Stylianou Themistoklis Tsivikos | Türkei Çetin Çelik Ozan Erdoğan Musa Günerler Cemal Kütahya Ramazan Mutlu Müjdat Özcan Gökhan Şanlı Yakup Yasar Simsar Ekrem Tüfekçidere Burak Turan          |
| 2019  | Griechenland Theodoros Boskos Stylianos Dimakis Georgios Eleftheriadis Kanellos Georgiou Konstantinos Gourgoumis Dionysios Karagkiozopoulos Ioannis Kotsamarikoglou Georgios Papavasilis Konstantinos Theodorou Chrysanthos Tsanaxidis | Portugal Nuno Almeida Nuno Brito (TW) Daniel Costa Pedro Garcia Goncalo Jesus Vítor Pinhal João Pinho (TW) Rui Rodrigues Rúben Serrano Vasco Silva                                                     | Kroatien Mateo Budić Nikola Finek Filip Goričanec Filip Dominik Hančić (TW) Mario Lacković Tomislav Lauš Josip Leko Nikola Marciuš Josip Matezović Ivan Palac |
| 2023  | Kroatien Stjepan Babić Fran Cvjetičanin Antonio Fabek Matej Jakeljić Ivan Jurić Noa Klarić Tomislav Lauš Sebastian Lučić Filip Mlinarić Jan Terihaj                                                                                    | Italien Luigi Arena Nicolas Balogh Sedda Marco Beltrami Alessio D'Attis Nicolas Dieguez Ivan Ilic Gregorio Mazzanti Christian Mitterrutzner Davide Notarangelo Thomas Postogna                         | Spanien Javier Delgado Carlos Donderis Carlos González Adrián Hidalgo Pablo Martín Antoine Miranda Adriá Ortolá Elhji Touré Sergio Venegas 0                  |

### Erfolgreichste Teilnehmer
Bislang konnte einzig der Kroate Tomislav Lauš mit einmal Gold 2023 und Bronze 2019 zwei Medaillen bei den Mediterranean Beach Games gewinnen.